# Via Lata

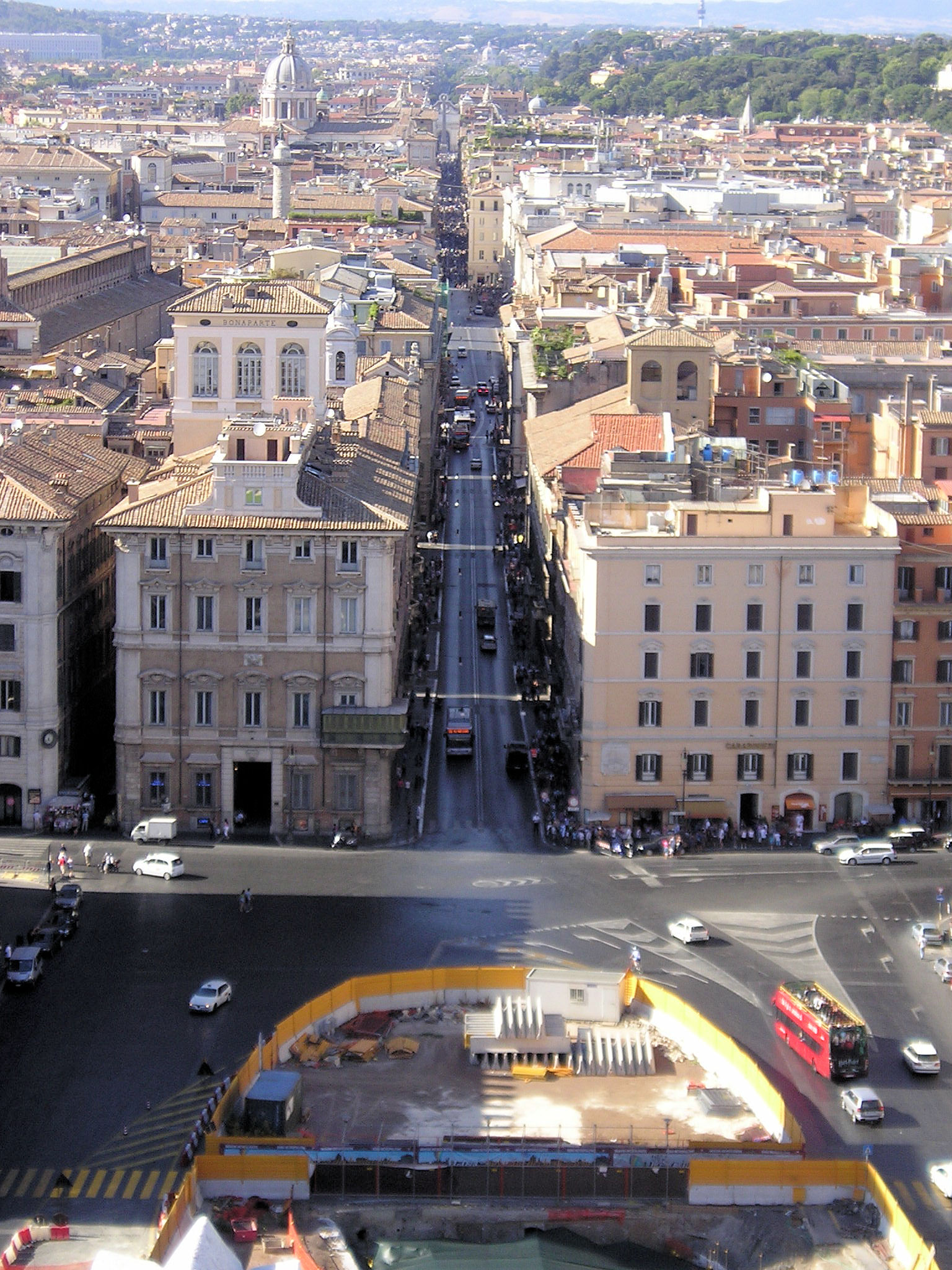
Via del Corso, huidige naam van de Via Lata

De Via Lata (Latijn voor ‘Brede weg’) was in het oude Rome de naam van de weg die vanaf de voet van de Capitolijnse heuvel ca. 2 km in noordelijke richting liep tot aan de Porta Flaminia. De ligging van de weg komt overeen met die van de huidige Via del Corso.

## Geschiedenis
De Via Lata ontstond in de tijd van de Republiek toen Gaius Flaminius in 220 v.Chr. een weg liet aanleggen van Rome naar Ariminum (het huidige Rimini), de Via Flaminia. Deze weg begon aan de voet van de Capitolijnse heuvel, waar men vanaf het Forum Romanum  over de Clivus Argentarius de stad kon verlaten via de Porta Fontinalis in de Muur van Servius Tullius. Na een flauwe bocht in noordwestelijke richting doorkruiste de weg het Marsveld in noordelijke richting in een rechte lijn.
Toen keizer Augustus in 7 v.Chr. de stad opdeelde in 14 districten, maakte het Marsveld officieel deel uit van de stad. De Via Flaminia vormde de scheiding van de daar gelegen districten IX en VII. Niet alleen de weg zelf, maar ook het oostelijk van de weg gelegen district VII kreeg de naam Via Lata. Deze naam komt overigens pas voor het eerst voor in een 4de-eeuwse beschrijving van de districten (de Notitia urbis Romae regionum XIV). Het is goed mogelijk dat de naam Via Lata pas in gebruik kwam toen het Marsveld en het eerste deel van de Via Flaminia door de aanleg van de Aureliaanse Muur (271-280) binnen de stadsmuren van Rome kwamen te liggen. De Via Flaminia verliet vanaf toen de stad door een nieuwe stadspoort, de Porta Flaminia (gebouwd tussen 271 en 275). Het gedeelte binnen de stadsmuren werd de Via Lata.
De naam Via Lata bleef in de Middeleeuwen gebruikt worden, totdat deze in de vijftiende eeuw zijn huidige naam Via del Corso kreeg.

## Monumenten langs de weg
In de tijd van de Republiek, toen de weg nog buiten de stadsmuren lag, werden er grafmonumenten langs de weg opgericht. Een bewaard gebleven voorbeeld hiervan is de tombe van de aedilis plebis C. Publicius Bibulus (Sepulcrum Bibuli), die in de 1e eeuw v.C. meteen buiten de Porta Fontinalis aan de oostkant van de weg werd opgericht. De resten hiervan zijn nog te zien in de buurt van het huidige Monument van Victor Emanuel II.
Over de Via Lata was een aantal triomfbogen opgericht, die nu geen van alle meer bestaan. Van zuid naar noord: de Boog van Diocletianus of Arcus Novus, die in 303/304 werd opgericht ter gelegenheid van het 20-jarig jubileum van keizer Diocletianus, een Boog van Claudius opgericht in 51/ 52 n.C. voor zijn overwinning op de Britten waar ook het aquaduct Aqua Virgo doorheenliep, en ten slotte de zogenaamde Boog van Portugal, die waarschijnlijk uit de 2e eeuw stamde en in 1662 werd afgebroken.
Tot de bekendste monumenten langs de Via Lata behoorden verder de Ara Pacis en de Zuil van Marcus Aurelius.
De basiliek Santa Maria in Via Lata stamt in zijn huidige vorm uit de 17e eeuw, maar gaat terug op een kapel uit de 5e eeuw.
Aan de gevel van de Banca d'Italia bevindt zich het beeld van Il Facchino, een van de "sprekende beelden" waar Rome rijk aan is.

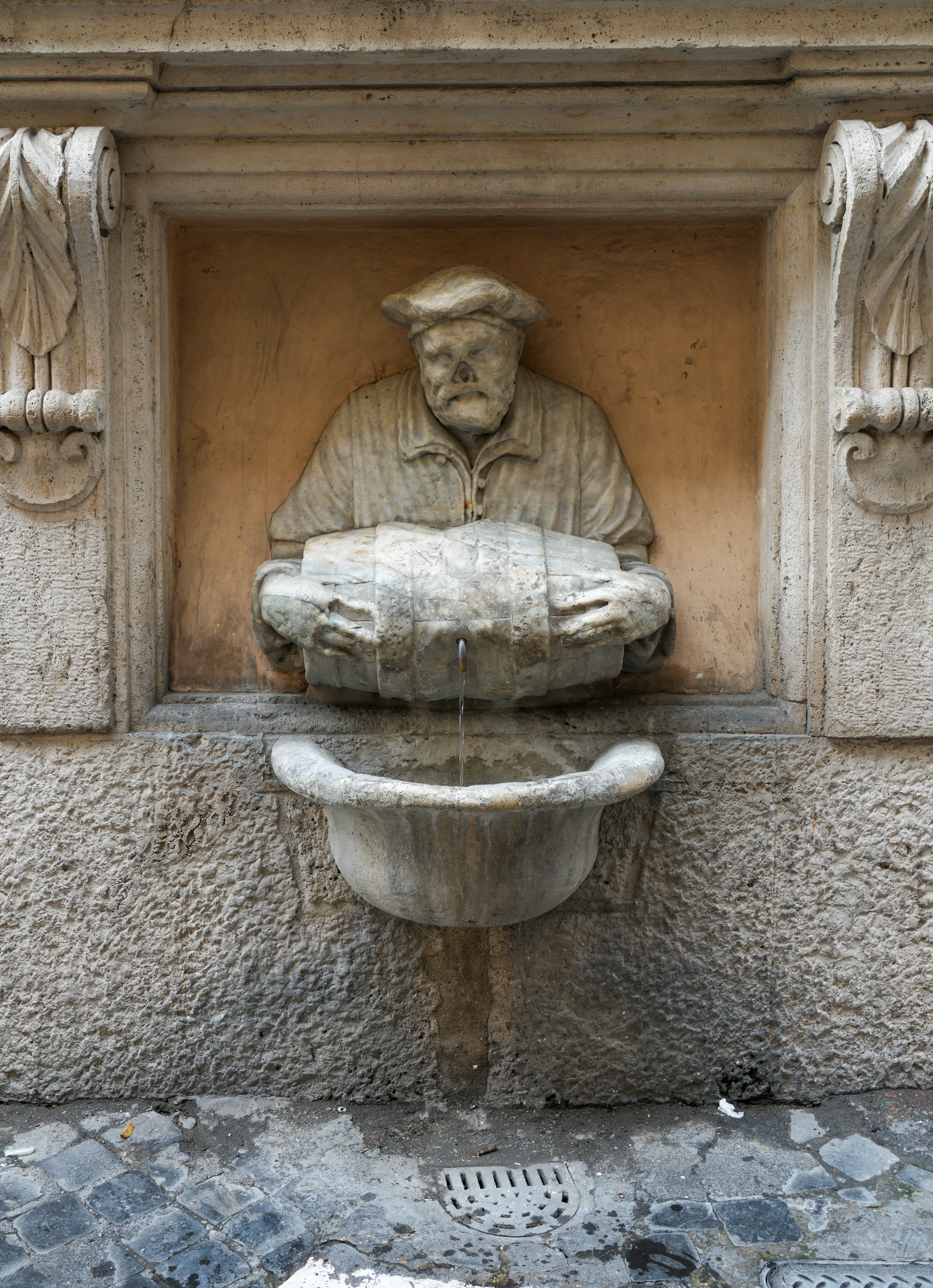
Een van de "sprekende beelden" van Rome